# Mescha (Moab)
Mescha (hebräisch מישע, moabitisch משע) war ein moabitischer König, der um 850 v. Chr. regierte, die Unabhängigkeit seines Landes von Israel wieder herstellte und das Gebiet nördlich des Arnon zurückeroberte.